# Hafenmarkt 9 (Esslingen)

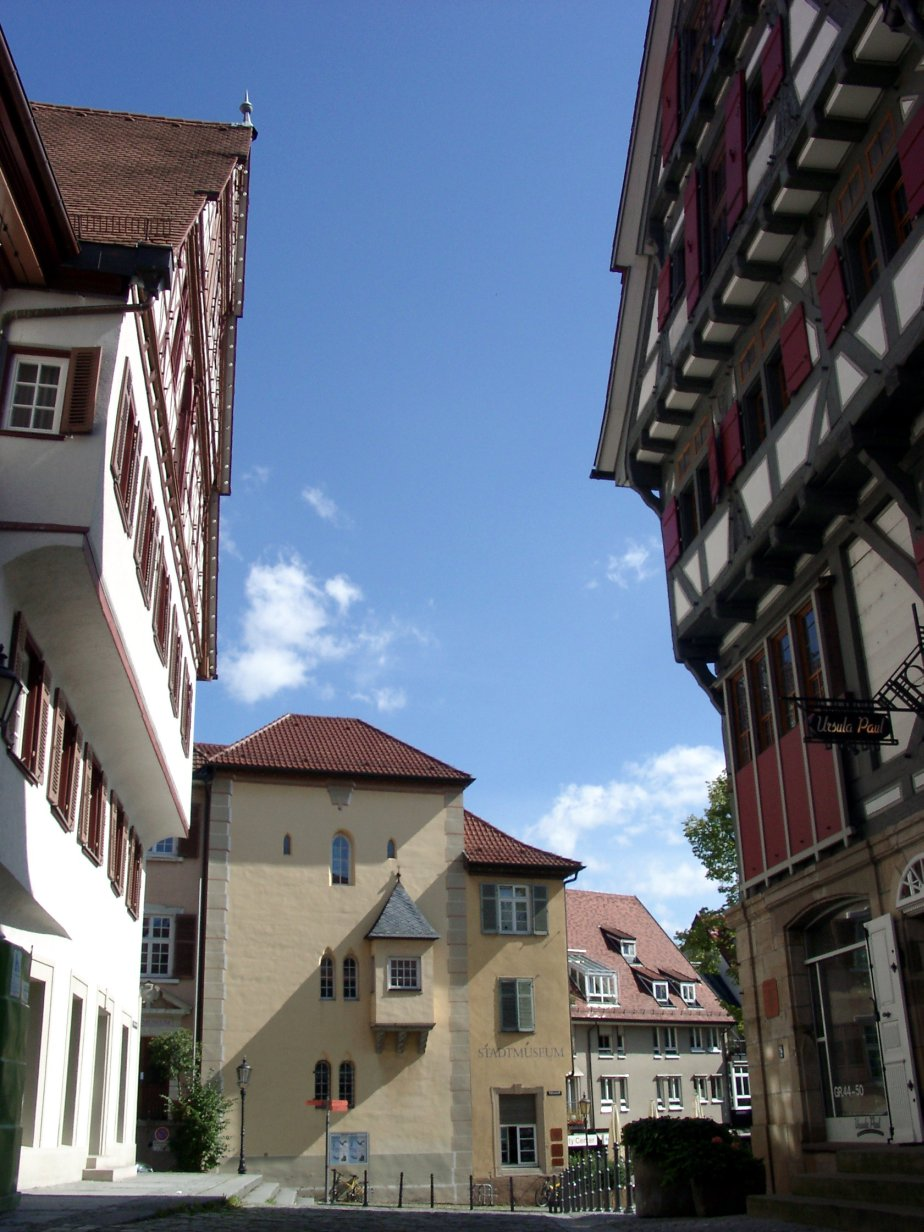
Blick von Westen auf den alten Wohnturm

Das Gebäude Hafenmarkt 9 in Esslingen am Neckar, auch als Gelbes Haus bezeichnet, ist im Kern ein Wohnturm aus dem 13. Jahrhundert. Dieser Teil des Gebäudes ist der letzte komplett erhaltene Geschlechterturm der Stadt. Das Bauwerk beherbergt mittlerweile das Stadtmuseum Esslingen.

## Geschichte
Der Wohnturm wurde um 1269 wahrscheinlich als Teil einer stadtadeligen Hofanlage errichtet. Er hat einen nahezu quadratischen Grundriss und drei Geschosse über dem Keller; der Zugang erfolgte ursprünglich von der Ostseite her. An der Fassade sind frühgotische, zweiteilige Fensteröffnungen zu sehen, die zum Teil Dreipässe aufweisen. Hinter den Fenstern befinden sich Nischen mit Sitzbänken aus Stein. Das Erdgeschoss und das erste Obergeschoss besaßen ursprünglich Holzdecken, während das zweite Obergeschoss ein Tonnengewölbe aufweist. Im zweiten Obergeschoss findet sich ein Wandtresor mit einer eisernen Tür. Durch die Stadtbrände in den Jahren 1654 und 1701 wurde das Buckelquadermauerwerk des Erdgeschosses verfärbt. 
Auf der Höhe des ersten Obergeschosses wurde im 16. Jahrhundert ein Fassadenerker angebracht; über der Pforte im Erdgeschoss wurde 1639 ein Psalm aufgemalt. In der ersten Hälfte des 16. Jahrhunderts wurde außerdem ein östlich an den Turm anschließender Fachwerkbau entweder neu errichtet oder umgebaut. Er besaß ein Erdgeschoss in Massivbauweise, dessen Kellerabgang mit Rundbogen und zwei Wappenfeldern an der Ostseite des heutigen Gebäudekomplexes zu sehen ist. 

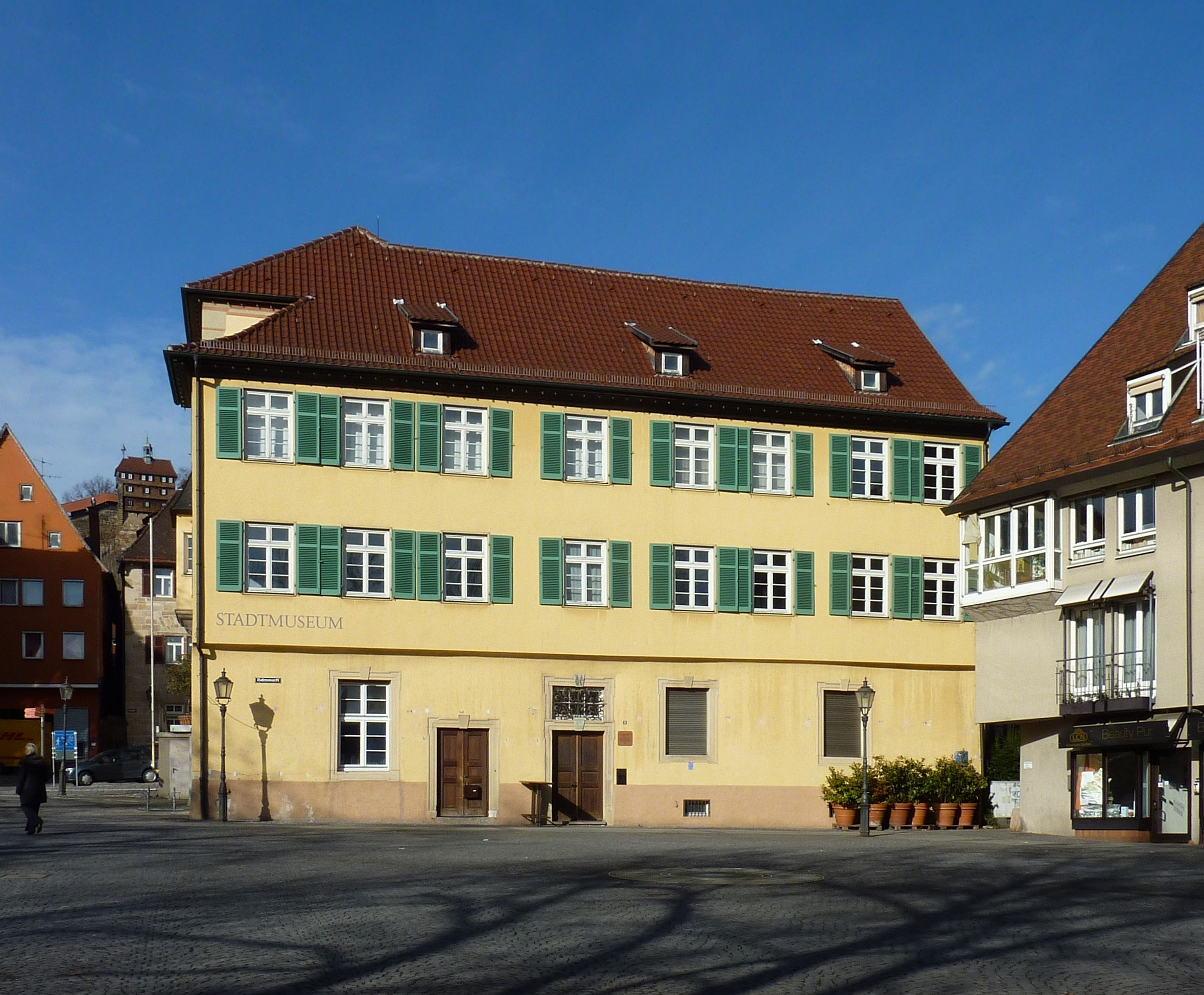
Blick von Süden auf den Anbau von 1701

Nach dem Stadtbrand von 1701 wurde über diesem alten Erdgeschoss ein neuer, zweigeschossiger, verputzter Fachwerkbau errichtet, der winkelförmig vor die Südseite des alten Turmes gezogen wurde und ein gemeinsames Dach mit diesem erhielt. Dieser Bau besitzt im Erdgeschoss barocke Türen mit Ohrungen und Räume, die in Enfilade angeordnet sind. Die Schlusssteine des Hauptportals und seines Oberlichts sind mit dem Wappen Erhard Friedrich Weinlands und seiner Ehefrau, geb. Williards, dem Spruch „Hominibus non Deo confide“ und den Initialen Weinlands versehen. 
1898 wurde eine Laube angebaut, die in rekonstruiertem Zustand mittlerweile zum Nachbarhaus mit der Adresse Heugasse 8 gehört. 1903 wurden im Erdgeschoss weitere Türen und Fenster eingebaut und die Raumstruktur verändert. In den 1970er Jahren wurde das Gebäude saniert und mit dem Nachbarhaus Hafenmarkt 7 verbunden. Dabei wurde die Fassade des alten Turms gelb gefasst und erhielt wie zur Zeit des Barocks aufgemalte Eckquader. Im Zuge des Umbaus zum Stadtmuseum in den Jahren 1987 bis 1989 wurden die alten Turmzugänge wieder geöffnet.
Von 1876 bis 1883 wohnte David Friedrich Weinland in dem Gebäude.